# علامة كيهر
علامة كيهر هي حدوث ألم حاد في طرف الكتف بسبب وجود دم أو مهيجات أخرى في التجويف البريتوني عندما يكون الشخص مستلقيًا ورافعًا أرجله. تعتبر علامة كيهر في الكتف الأيسر من الأعراض الكلاسيكية لتمزق الطحال. قد تنجم عن آفات الحجاب الحاجز أو حول الحجاب الحاجز أو الحصوات الكلوية أو إصابة الطحال أو تمزق الحمل خارج الرحم.
علامة كيهر هي مثال تقليدي على الألم المشار إليه: يُشار إلى تهيج الحجاب الحاجز بواسطة العصب الحجابي كألم في المنطقة فوق الترقوة، وذلك لأن الأعصاب فوق الترقوة لها نفس أصل الأعصاب العنقية مثل العصب الحجابي C3 و C4.
غالبًا ما يُنسب اكتشاف هذا إلى جراح المرارة الألماني المسمى هانز كيهر، لكن الدراسات المكثفة في الأبحاث التي أجراها خلال حياته لا تظهر أدلة حاسمة حول ما إذا كان قد اكتشفها بالفعل.